# Steenbrugge (Stasegem)

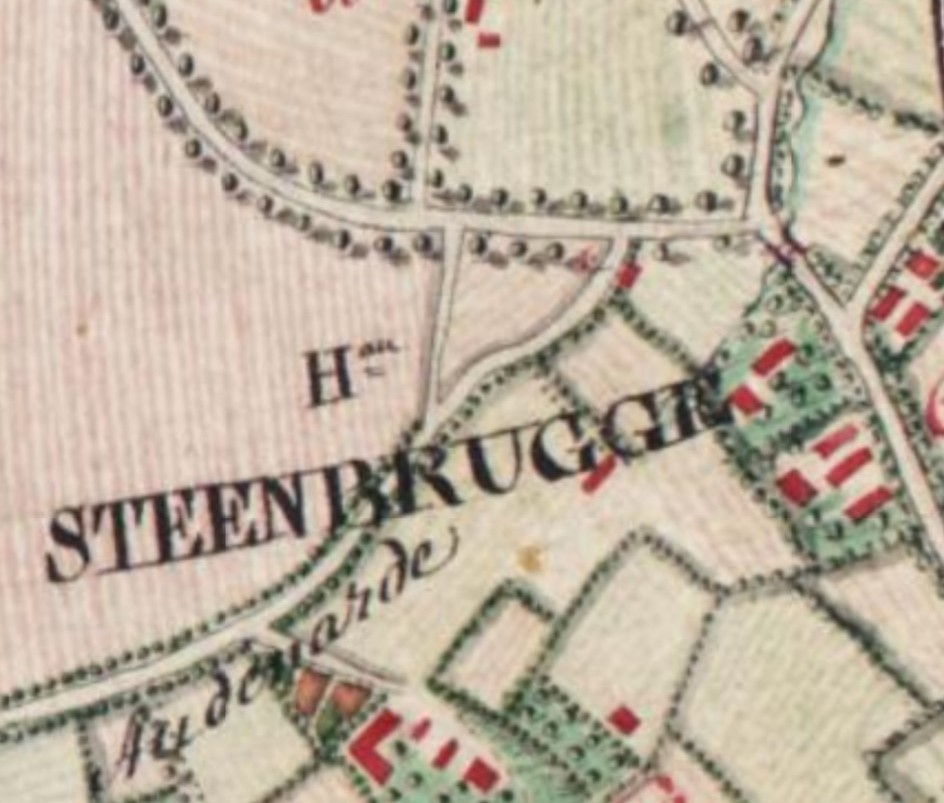
Steenbrugge op de Ferrariskaart (1778). Aan Steenbrugge kwamen veel hoeves voor.

Steenbrugge is een wijk die behoort tot Harelbeke. Er is niet veel bekend over de oorsprong van de naam van deze wijk. De naam was eerst vermeld in 1414. De naam Steenbrugge komt voor in de naam Steenbrugstraat, destijds de Audenaerdsche Weg genoemd.
Ter hoogte van de Steenbrugstraat en het huidige Veldrijk staat de Kapelle van Steenbrugge. Aan de Steenbrugstraat 187 bevindt zich de brasserie en brouwcafé Staceghem.